# Новомикільське (Сватівський район)
Новомикі́льське — село в Україні, у Сватівській міській громаді Сватівського району Луганської області. Населення становить 1262 осіб. Орган місцевого самоврядування — Новомикільська сільська рада.
Село згадується в документах другої половини XVIII століття, заселено донськими козаками та селянами з Воронезької губернії.
Поблизу наявні кургани епохи міді—бронзи.

## Вулиці[1][2]
| Назва             | Коментар |
| ----------------- | --- |
| вул. Бондаря      | Названа на честь Юрія Бондаря, воїна-афганця. |
| вул. Вишнева      | |
| вул. Гоголя       | Названа на честь письменника Миколи Васильовича Гоголя (Яновського).                                                                                           |
| вул. Залізнична   | Назву отримала завдяки залізниці, що проходить територією села.                                                                                                |
| вул. Заозерна     | |
| вул. Затишна      | |
| вул. Зоряна       | |
| вул. І.Франка     | Названа на честь поета, прозаїка, драматурга, літературного критика, публіциста, перекладача, науковця, громадського і політичного діяча Івана Яковича Франка. |
| вул. Квітуча      | |
| вул. Кленова      | |
| вул. Курганна     | Названа на честь курганів епохи бронзової доби, що розташовані поблизу села.                                                                                   |
| вул. Миру         | |
| вул. М.Уманця     | Названа на честь мешканця Сватівщини, поета Миколи Павловича Уманця.                                                                                           |
| вул. Мальовнича   | |
| вул. Набережна    | |
| вул. П.Тичини     | Названа на честь поета, перекладача, публіциста, політика, громадського та державного діяча Павла Григоровича Тичини.                                          |
| вул. Пісенна      | |
| вул. Привокзальна | Назву отримала завдяки залізниці, що проходить територією села.                                                                                                |
| вул. Стійкості    | Названа на честь стійкости українського народу впродовж усієї його історії.                                                                                    |
| вул. Хліборобів   | |
| вул. Центральна   | |
| вул. Шевченка     | Названа на честь поета, прозаїка, мислителя, живописця, гравера, етнографа, громадського діяча Тараса Григоровича Шевченка.                                    |